# Morang (dystrykt)

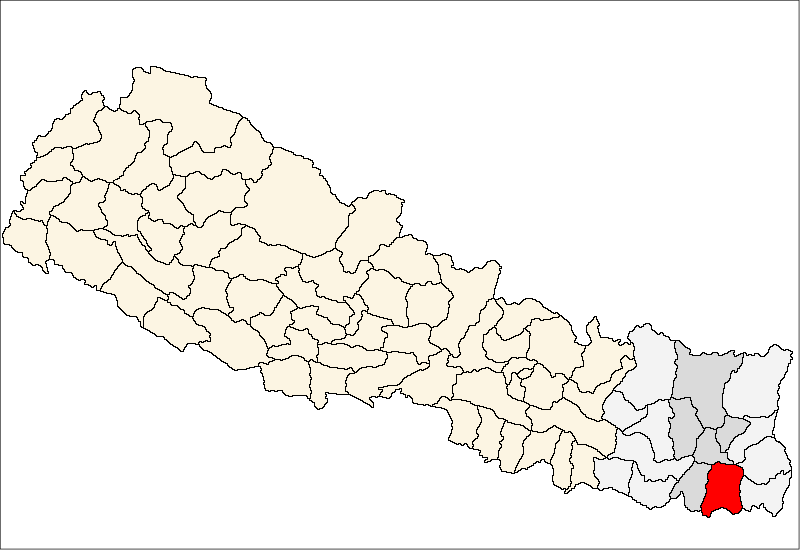
Dystrykt Morang

Dystrykt Morang (nep. मोरङ) – jeden z siedemdziesięciu pięciu dystryktów Nepalu. Leży w strefie Kośi. Dystrykt ten zajmuje powierzchnię 1855 km², w 2011 r. zamieszkiwało go 965 370ludzi. Stolicą jest Biratnagar.